# Meinhardshof
Der Meinhardshof ist eine breite, kurze Straße in der nördlichen Innenstadt von Braunschweig, am Übergang der Weichbilde Sack und Neustadt. Er verläuft senkrecht von Norden nach Süden. Entstanden im 14. Jahrhundert wurde die gesamte Fachwerkbebauung durch die Bombenangriffe des Zweiten Weltkrieges, insbesondere durch den Bombenangriff am 15. Oktober 1944 vollständig zerstört. Die Brachen rechts und links der einst schmalen Gasse dienten westlich bereits bald nach Kriegsende als Betriebsgelände und östlich bis in die 1970er Jahre hinein unter anderem als Parkplatz, bis auf der Bombenbrache auf der Ostseite des Meinhardshofs Anfang der 1980er Jahre der Welfenhof, eine Kombination aus Ladengeschäften, Wohn- und Bürogebäuden und einem Hotel, entstand.
Heute ist der Meinhardshof eine nur 80 m kurze und über 30 m breite, siebenspurige Straße, die fast ausschließlich der Einfahrt in, bzw. der Ausfahrt aus der Tiefgarage der Ladenpassage Welfenhof dient.

## Geschichte

### Etymologie
Es wird vermutet, dass sich in dem Bereich, wo heute der Meinhardshof verläuft, zu Beginn des 14. Jahrhunderts ein Gutshof befand. Dessen Besitzer soll ein Mann namens Ember gewesen sein, sodass der Hof 1320 als Hern Emberns Hof,  1329 und 1338 Embernshof, bzw. durch lautliche Verschleifung auch als Membernshof oder Memberns hove bezeichnet wurde. Über Ember ist sonst nichts übermittelt. In den darauf folgenden Jahrhunderten variierte die Benennung mehrfach: Für 1424 ist Memeringeshoff, für 1450 Meymeringshof und für 1457 Meymershof belegt. 1580 heißt es Meiboriushoff, in Stadtplänen 1606 Meimerhof, 1671 Meymersch-Hoff und nach weiteren Varianten wurde das Grundstück in den Grundbüchern schließlich um 1700 als Meinhardshof bezeichnet. In Friedrich Wilhelm Culemanns Stadtplan von 1798 taucht ebenfalls Meinhardshof auf, während in Albrecht Heinrich Carl Conradis Stadtplan von 1755 noch Der Meimers Hoff zu finden ist.
Hingegen fand eine Ableitung des Straßennamens von einem ausgestorbenen Geschlecht von Meiners, wie es Anton August Beck 1758 oder Philip Christian Ribbentrop 1789 in Beschreibung der Stadt Braunschweig vermuteten oder im ausgehenden 19. Jahrhundert noch Friedrich Knoll erwähnte, keine weitere Unterstützung. Auch Karl Schellers Ableitung vom Verb meimern für verrückte Streiche machen oder Tollhof (von toll, im Sinne von Wahnsinn), die Interpretation von Meinbornshof als Hinweis auf einen vorhandenen Gemeindebrunnenhof ließen sich nicht substantiieren.

### Gestaltung und Bebauung

1892: Blick Richtung Norden in den Meinhardshof mit seinen Fachwerkhäusern. Im Hintergrund: Die Alte Waage und die Andreaskirche am Wollmarkt.

1892: Blick Richtung Süden.

Der Meinhardshof hatte sich im Laufe der Jahrhunderte von einem Hof in eine kurze, sich konisch nach Norden verengende Straße bzw. Gasse entwickelt. Im Süden war die Straße noch recht breit, verjüngte sich aber so stark nach Norden, dass sich die Bewohner in den oberen Stockwerken der auskragenden Häuser durch die Fenster fast die Hände reichen konnten. Charakteristisch für den Verlauf war ein S-förmiger „Knick“ nach Westen im unteren Drittel. Die Bebauung bestand bis 1944 ausschließlich aus Fachwerkhäusern, die im Wesentlichen aus dem 16. Jahrhundert stammten. Bereits zu Beginn des 20. Jahrhunderts galt der Meinhardshof als höchst malerisch und als einer der letzten geschlossenen mittelalterlich anmutenden Straßenzüge der Braunschweiger Innenstadt. Archäologische Grabungen zwischen 1976 und 1992 ergaben, dass in diesem Bereich zumeist kleinere Handwerksbetriebe und Händler ansässig gewesen waren. Im oberen Drittel mündete von Osten kommend die kleine Jöddenstraße (= Judenstraße). in den Meinhardshof. Etwa seit dem 13. Jahrhundert siedelten dort die Juden der Braunschweiger Neustadt, aber auch Christen lebten dort. Da der Wohnraum in der Jöddenstraße sehr beschränkt war, zog Anfang des 14. Jahrhunderts ein erster Jude in den Meinhardshof um.
Einige der Häuser waren: Meinhardshof 3 (Assekuranznummer 2750), 1531 erbaut. Während der Zeit des Nationalsozialismus und des Holocausts, bestimmten die Nationalsozialisten in Braunschweig, wie auch in zahllosen anderen Orten des Deutschen Reiches, spezielle Häuser zu so genannten Judenhäusern, wo Mitbürger jüdischen Glaubens bis zu ihrer Deportation in Konzentrations- und Vernichtungslager zwangsweise ihren Wohnsitz nehmen mussten. Das vierstöckige Fachwerkhaus Meinhardshof 3 war eines der Judenhäuser in der Stadt Braunschweig. Im Erdgeschoss befand sich bis zur „Arisierung“ das Kurz- und Textilwarengeschäft der jüdischen Familie Kohn. Alle Bewohner des Hauses wurden im Frühjahr 1943 in das KZ Theresienstadt deportiert. Meinhardshof 5: Hier soll von 1674 bis 1693 der Braunschweiger Holzschnitzer Hermann Scheller gelebt haben. Meinhardshof 9 (ass. 2756), wurde 1558 erbaut.

1890: Meinhardshof 11 aus der Jöddenstraße gesehen

Meinhardshof 11 (ass. 1368), wurde 1543 errichtet. Das Haus hatte eine Frontlänge von 12 Spann und war das größte in der Straße; eventuell handelte es sich um den Rest des einstigen Gutshofes des Herrn Ember. Als Hausmarke hatte es eine Forelle. Es stand direkt gegenüber der Einmündung in die Jöddenstraße und diente unter anderem als Ratsschmiede. Einer der Bewohner des Hauses war um 1880 ein Braunschweiger Original, der Brunnenbauer Carl Verdrieß.
Meinhardshof 13 (ass. 2758), wurde 1543 erbaut, nach Fricke um 1490. Meinhardshof 17 (ass. 2762), wurde 1504 (anno dom(ini) m vc un(de) iiii in die S(ancti) Gregorii) erbaut. Vor dem Grundstück Meinhardshof 18–19 befand sich ein 9 m² großer Platz mit einem Nachbarschaftsbrunnen, der Gemeinschaftseigentum der Anwohner war. Er wurde bis zur Zerstörung des Meinhardshofes 1944 genutzt.
An der Ecke Hinter Brüdern 27/30 und Meinhardshof siedelte sich 1965 das 1865 gegründete Braunschweiger Handelshaus C.W. Böttger – Grüner Löwe an, das dort bis zu seiner Schließung 1982 bestand.

### Städtebauliche Umgebung
In der unmittelbaren Umgebung des Meinhardshofs befanden bzw. befinden sich unter anderem:
- nördlich: Wollmarkt, Alte Waage, Andreaskirche und Liberei
- östlich: Neustadtrathaus und Packhof
- westlich: Brüdernkirche mit Kloster
- südlich: Kannengießerstraße und Alter Zeughof

### Impressionen

Von 1755 bis 1900
Ausschnitt aus dem Stadtplan von A.H.C. Conradi um 1755: Im Zentrum das Pack Hauß, nördlich davon der Der Meimers Hoff, in diesen einmündend die Jödden Straße.
Ausschnitt aus dem Stadtplan von F. W. Culemann von 1798: Im Zentrum der Packhof, nördlich der Meinhards Hof. Rechts die Straße vor der Zollbude, heute Küchenstraße.
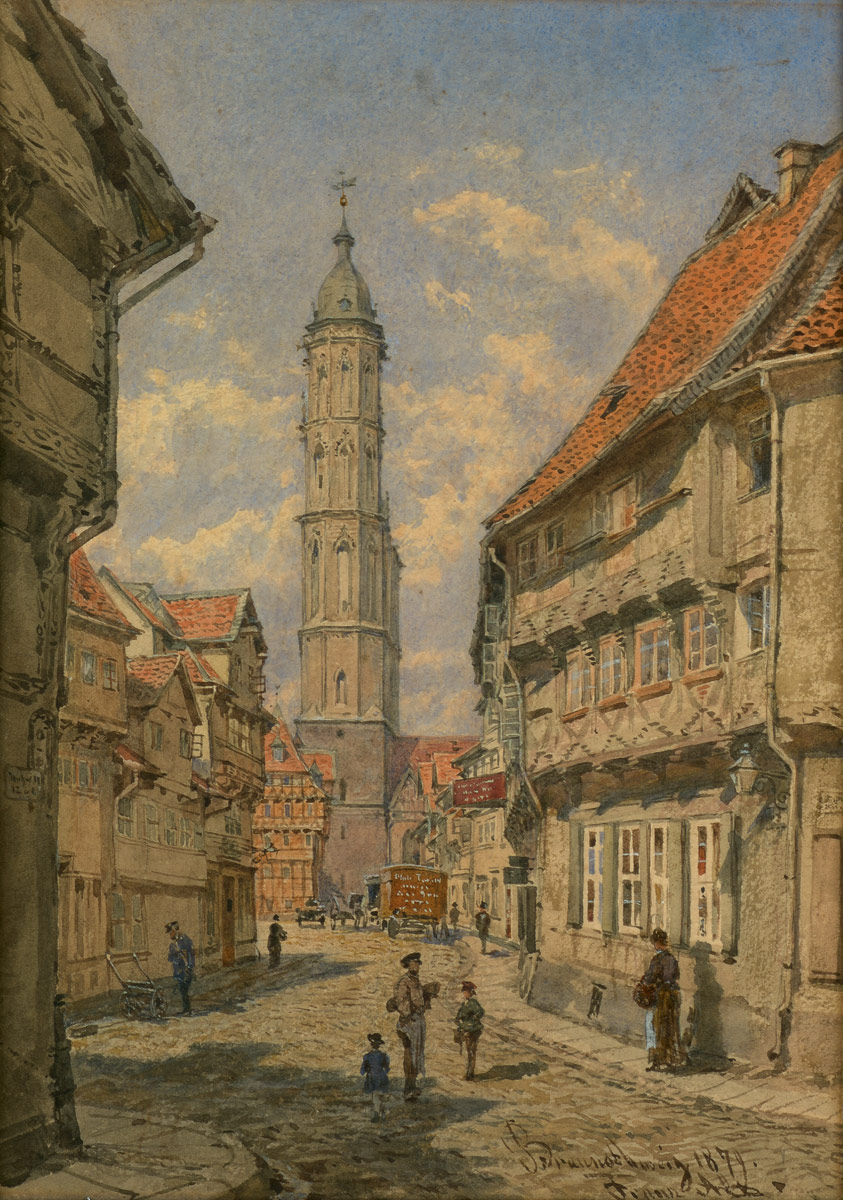
1879, Gemälde von Franz Alt: Blick durch eine Braunschweiger Gasse mit der St. Andreaskirche und der Alten Waage
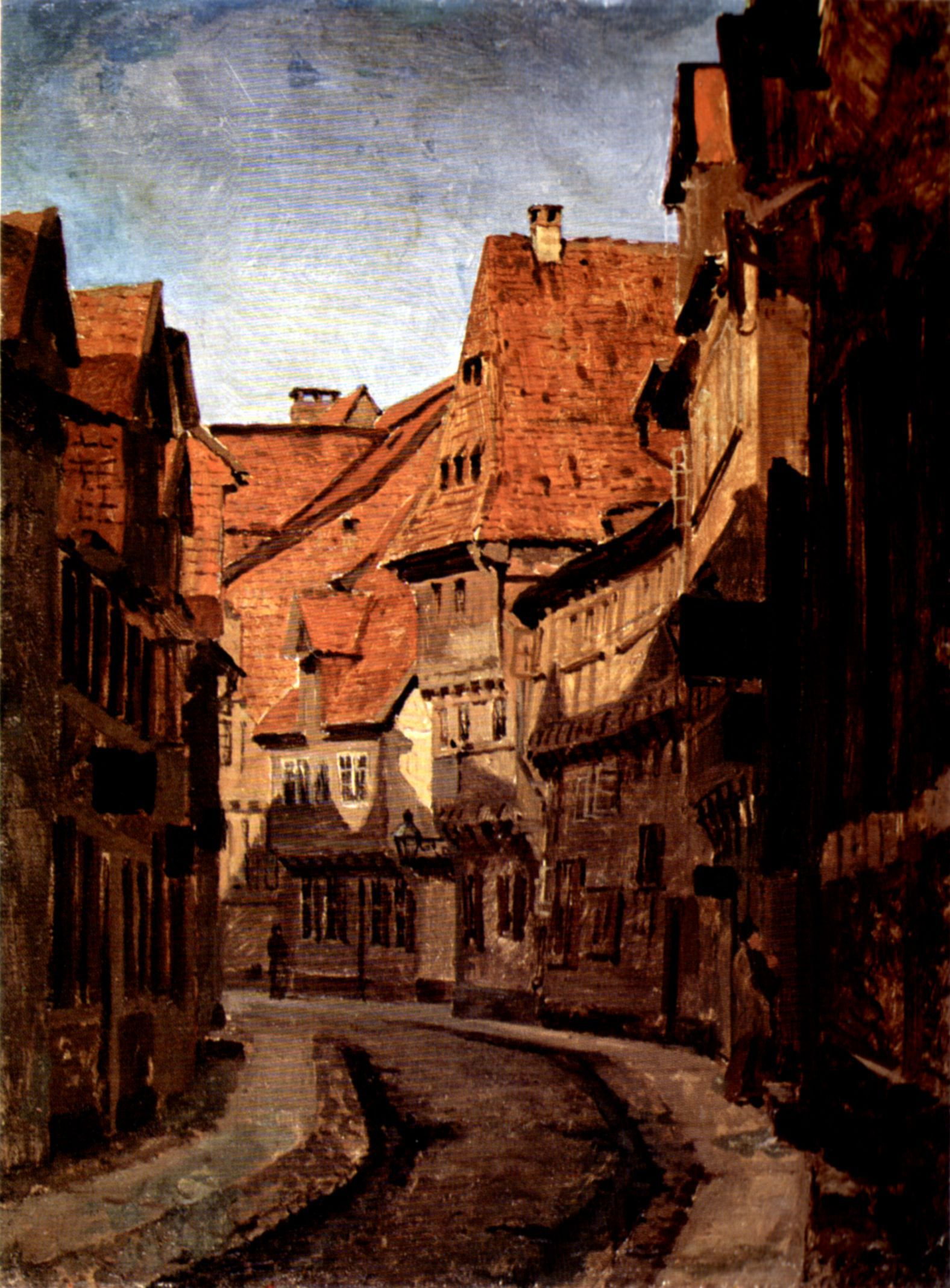
Um 1880, Gemälde von Carl Josef Alois Bourdet: Meinhardshof von Norden
Um 1900, Blick von Norden in den Meinhardshof. Rechts oben ist das Straßenschild Lange Straße zu lesen.

### Zerstörung
Der gesamte Bebauung des Meinhardshofs ging, wie der größte Teil der Braunschweiger Innenstadt, in den Bombennächten des Zweiten Weltkriegs unter. Bei Kriegsende lag der Zerstörungsgrad innerhalb des Okerringes, wo auch der Meinhardshof lag, bei 90 %. Braunschweig gehört damit zu den zwölf am stärksten kriegszerstörten deutschen Städten.